# فايايانتا
ڨايايانتا هي دبابة قتال رئيسية صنعت في الهند بناء على رخصة من شركة فيكرز أرمسترونغس، جاء تصميم دبابة ڨايايانتا من دبابة فيكرز مارك-1 البريطانية، سلحت الدبابة بمدفع من عيار 105 ملم وهي تزن 39 طنا، محرك الدبابة بقومة بقوة 650 حصان وتبلغ السرعة القصوى 48 كليومترا بالساعة، يتألف الطاقم من أربعة أفراد هم الآمر والسائق المدفعي والملقم. صنعت 90 دبابة ببريطانيا عام 1964 وسلمت للهند وبدأ الإنتاج في الهند عام 1965، إجمالي ما أنتج منها 2,200 دبابة.